# Барбарис сибирский
Барбари́с сиби́рский (лат. Bérberis sibírica) — кустарник, вид рода Барбарис (Berberis) семейства Барбарисовые (Berberidaceae).

## Распространение и экология

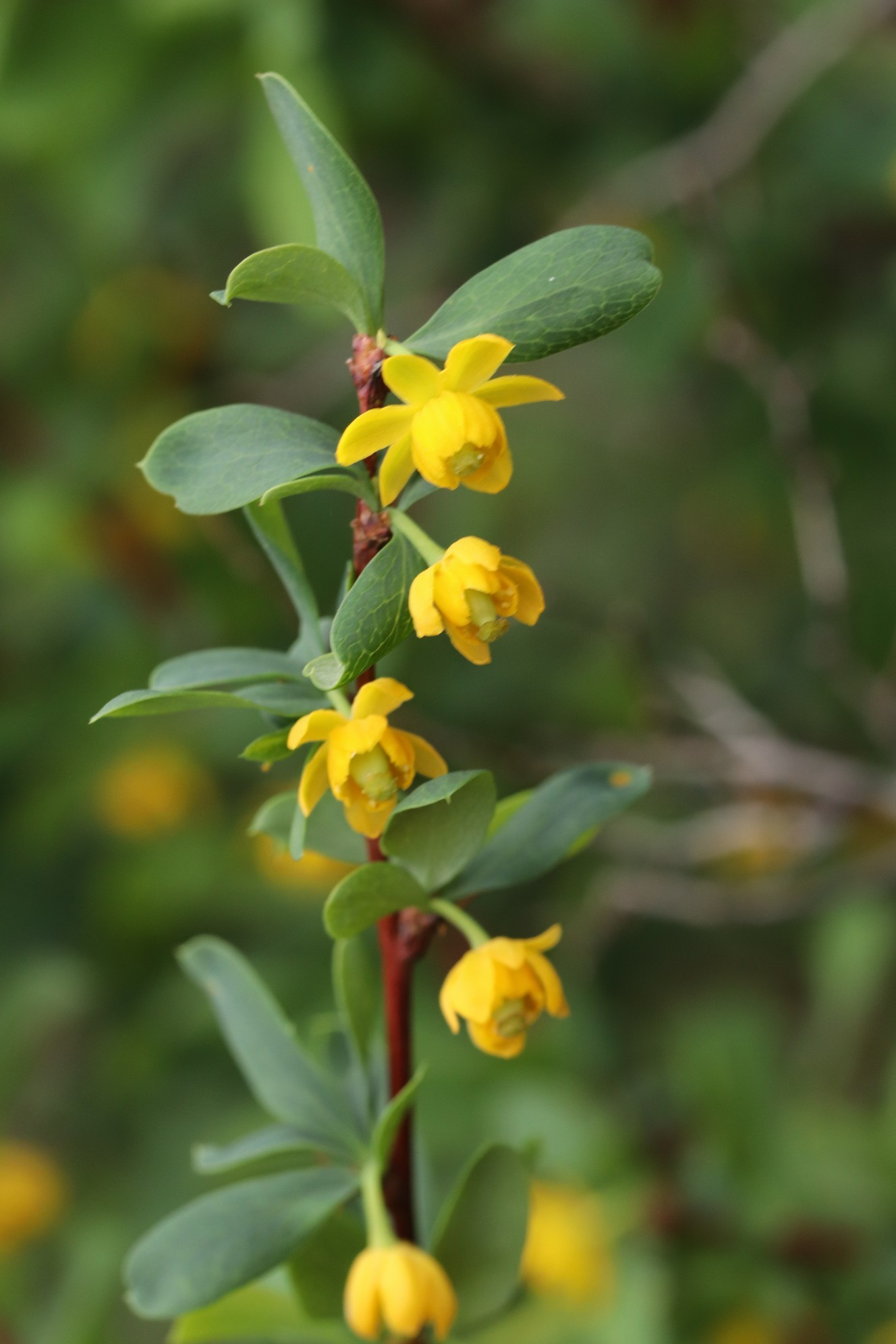
Побег с цветками

В природе ареал вида охватывает Алтай, Саяны, Джунгарский Алатау и Монголию. Описан с Алтая.
Произрастает на скалах, каменистых и пустынных склонах и россыпях, преимущественно в невысоких зонах гор, реже в альпийской области.

## Ботаническое описание
Кустарник высотой до 1 м, сильно ветвистый. Побеги серые или буроватые; укороченные с листьями, сближенные.
Листья кожистые, продолговато-яйцевидные, длиной не более 2 см, шириной 8 мм, шиловидно-зубчатые, книзу суженные, на верхушке заострённые, обычно расположенные почти параллельно побегу. Листья всходов по краю колюче-зубчатые. Колючки 3—5—7-(11)-раздельные, длиной до 14 мм, обычно превышающие листья.
Цветки жёлтые, одиночные, диаметром 1—2 см, на цветоножках длиной менее 1 см. Чашелистики яйцевидные, тупые; лепестки равны им и такой же формы, но на верхушке надрезанно выемчатые. Тычинки вдвое короче лепестков.
Ягоды красные, широко-овальные, длиной до 9 мм.
Цветёт в мае — июне. Плодоносит в сентябре.

## Хозяйственное значение и применение
Густо облиственный кустарник, который применяется в бордюрах. Интересен своими плотными листьями.
Из коры и корней получают жёлтую краску для окраски кож. Листья и плоды заготовляют для приправ и настоек.
Корни барбариса сибирского считаются очень важным народным лекарственным средством в Забайкалье, где применяются при простудных заболеваниях как сильное потогонное средство; кроме того, его дают от «опоя» лошадям. Кора и плоды, которые содержат около 0,15 % аскорбиновой кислоты, применяют также в тибетской медицине.

## Таксономия
Вид Барбарис сибирский входит в род Барбарис (Berberis) трибы Барбарисовые (Berberideae) подсемейства Барбарисовые (Berberidoideae) семейства Барбарисовые (Berberidaceae) порядка Лютикоцветные (Ranunculales).
|  |                       |  |                                          |                                          |                           |  | ещё 1 подсемейство (согласно Системе APG II) | ещё 1 подсемейство (согласно Системе APG II) |                                       |  |  |  | ещё 11—14 родов         | ещё 11—14 родов        |  |  |
|  |                       |  |                                          |                                          |                           |  | ещё 1 подсемейство (согласно Системе APG II) | ещё 1 подсемейство (согласно Системе APG II) |                                       |  |  |  | ещё 11—14 родов         | ещё 11—14 родов        |  |  |
|  |                       |  |                                          | семейство Барбарисовые                   |                           |  |                                              |                                              | триба Барбарисовые                    |  |  |  |                         | вид Барбарис сибирский |  |  |
|  |                       |  |                                          | семейство Барбарисовые                   |                           |  |                                              |                                              | триба Барбарисовые                    |  |  |  |                         | вид Барбарис сибирский |  |  |
|  | порядок Лютикоцветные |  |                                          |                                          | подсемейство Барбарисовые |  |                                              |                                              | род Барбарис                          |  |  |  |                         |                        |  |  |
|  | порядок Лютикоцветные |  |                                          |                                          |                           |  |                                              |                                              |                                       |  |  |  |                         |                        |  |  |
|  |                       |  | ещё 9 семейств (согласно Системе APG II) | ещё 9 семейств (согласно Системе APG II) |                           |  |                                              | ещё 1 триба (согласно Системе APG II)        | ещё 1 триба (согласно Системе APG II) |  |  |  | ещё от 450 до 600 видов |                        |  |  |
|  |                       |  |                                          | ещё 9 семейств (согласно Системе APG II) |                           |  |                                              |                                              | ещё 1 триба (согласно Системе APG II) |  |  |  |                         |                        |  |  |